# Dyrżawno pyrwenstwo w piłce nożnej (1926)
Dyrżawno pyrwenstwo (1926) było 3. edycją najwyższej piłkarskiej klasy rozgrywkowej w Bułgarii. W rozgrywkach brało udział 11 zespołów. Tytuł obroniła drużyna Władysław Warna.

## 1. runda
- Sokol Szumen – Etyr Tyrnowo 6 – 0
- Slawia Sofia – Lewski Dupnica 9 – 1
- Botew Pazardżik – Beroe Stara Zagora 4 – 0
- Czegan Burgas – Borysław Borysowgrad 4 – 1

## Ćwierćfinały
- Władysław Warna – Czegan Burgas 9 – 0
- Lewski Ruse – Sokol Szumen 1 – 0
- Botew Pazardżik – Orel Wraca 5 – 1

## Półfinały
- Władysław Warna – Lewski Ruse 5 – 1
- Botew Pazardżik – Slawia Sofia 2 – 6

## Finał
- Slawia Sofia – Władysław Warna 1 – 1, 0 – 3(walkower)

Zespół Władysław Warna został mistrzem Bułgarii.